# Catocala juncturana
Catocala juncturana är en fjärilsart som beskrevs av Embrik Strand 1914. Catocala juncturana ingår i släktet Catocala och familjen nattflyn. Inga underarter finns listade i Catalogue of Life.